# Гамбург-Ольсдорф
Ольсдорф (нім. Ohlsdorf) — частина району Гамбург-Північ вільного та ганзейського міста Гамбург. У межах кварталу розташоване найбільше в Гамбурзі кладовище — Ольсдорф. Цвинтар Ольсдорф також вважається найбільшим цвинтарем-парком у світі.